# Takashi Aoyagi
Takashi Aoyagi (青柳 隆志?, Aoyagi Takashi; Chiba, 17 agosto 1961) è un doppiatore giapponese.

## Biografia
È conosciuto principalmente per aver doppiato Topolino nella versione giapponese dei cortometraggi Disney dal 1991 fino al 2018, anno in cui si ritirò venendo sostituito da Takanori Hoshino.